# Feuer für den großen Drachen
Feuer für den großen Drachen ist ein Roman von -ky aus dem Jahr 1982. Der Sozio-Krimi erschien im Rowohlt Verlag und wurde 1983 auch für das Fernsehen verfilmt.

## Inhalt
Berlin Anfang der 1980er Jahre. Im Stadtteil Kreuzberg leben zahlreiche Ausländer, die die unterschwellige Ausländerfeindlichkeit der Berliner Bürger erdulden. Die Juristin Hanna verliebt sich vor diesem Hintergrund in den dort arbeitenden türkischen Ingenieur Tugrul. Nach Anschlägen von Neonazis nimmt dieser jedoch mit weiteren Berliner Türken den organisierten Kampf gegen die Rechten auf. Alle Versuche toleranter Vermittler scheitern. Interne Zwistigkeiten der Kriminalpolizei verbessern die Situation nicht, die in bürgerkriegsähnlichen Zuständen mündet.

### Hauptfiguren
Die Hauptfiguren des Romans sind
- Kochale, Student und Taxifahrer
- Hanna, Juristin und Verlobte Kochales, verliebt in Tugrul
- Tugrul, Kreuzberger Türke, Ingenieur
- Hermann Hock, Anführer der Neonazis.[1]

## Aufbau
Feuer für den großen Drachen folgt, obgleich in Kapitel unterteilt, nicht der üblichen Romanstruktur, sondern gibt sich vielmehr als „literarisches Puzzle“.

## Intention des Autors
Horst Bosetzky wollte sein Buch als Warnung verstanden wissen:
„Ausländerfeindlichkeit steckt in jedem von uns; und je wunderbarer sich unsere Bekenntnisse anhören, desto mehr sollten wir nach ihr forschen und sie wirksam bekämpfen.“
Der Klappentext des Romans schloss, „-ky wisse auch keinen Ausweg. Er zeigt uns nur in Momentaufnahmen absichtlich unterschiedlicher Schärfe, wie soziale Strukturen, von Menschen für Menschen erdacht, zu zerbröckeln beginnen, hier und da einstürzen und dabei Menschen vernichten – ökonomisch, psychisch und physisch.“

## Ausgaben
Der Roman erschien nach seiner Erstausgabe bei Rowohlt ab 1984 mit einem Filmfoto aus der im gleichen Jahr erschienenen Verfilmung, das die von Tugrul angeführte Kampforganisation aus Kreuzberger Türken zeigt, in mehreren Auflagen in der Reihe rororo Thriller.
Der Roman wurde in mehrere Sprachen übersetzt. In Dänemark erschien er auch als Hörbuch.

## Rezeption und Wirkung
Killy Literaturlexikon nennt den Roman, der sich mit „Rassenhass“ beschäftige, als Beispiel für die unterschiedlichen Themen des Autors Bosetzky. Für die Frankfurter Hefte „führt (der Roman den Autor) zurück nach Westberlin, dem Ausgangspunkt seiner Kriminalromane. Genauer: in jenes Kreuzberg, in dem infolge des enormen Anteils türkischer Immigranten sozialökonomisch und sozialkulturell bestimmte gegensätzliche Welten und ihre alltäglichen Lebensweisen“ aufeinanderträfen. Die Literaturzeitschrift Kürbiskern sah den Kriminalfall in Feuer für den großen Drachen gleichfalls „zunehmend zurückgedrängt“ zugunsten einer realhistorischen Darstellung West-Berlins.